# Lex legum
Die lex legum (brebiter facta) ist ein mittelalterliches Breviar eines Anonymus, in dem verschiedentliches römisches und germanisches Recht in Kurzauszügen aufgenommen ist. Die Exzerpte sind den Rechtsbüchern des Codex Justinianus, des Edictum Theoderici und der Lex Visigothorum entnommen. Langobardisches Recht und die Summa Perusina runden die inhaltliche Gestaltung ab. In sechs kleinen Kapiteln wird damit spätantikes, nachklassisches und frühmittelalterliches Recht verwendet, ebenso aber auch germanische Volksregeln aus dem 7. Jahrhundert. Letztlich ist Bestandteil auch noch die unvollständig gebliebene, wahrscheinlich erst im 10. Jahrhundert entstandene und lediglich in einer Handschrift existierende, mittel- oder süditalienische Summa Perusina.
Aufbewahrt wird die ihrem Typ nach langobardisch-beneventanische Schrift in der Biblioteca Vallicelliana (B. 32) in Rom. Man geht davon aus, dass der Wertekanon im 9. oder 10. Jahrhundert in Süditalien entstanden ist. Der Autor der Gaudenzischen Fragmente, Augusto Gaudenzi, hatte die These aufgeworfen, dem Verfasser habe eine alte Textstufe des Codex Euricianus als Vorlage gedient, was Max Conrat und Arthur Schmidt später aber widerlegten.